# Liphistius
Genre
Synonymes
- Anadiastothele Simon, 1903

Liphistius est un genre d'araignées mésothèles de la famille des Liphistiidae.

## Distribution
Les espèces de ce genre se rencontrent en Asie du Sud-Est et en Asie de l'Est : en Birmanie, en Thaïlande, au Laos, en Malaisie, en Indonésie à Sumatra et en Chine.

## Description
Comme toutes les araignées segmentées, Liphistiidae a une série de plaques sur la face dorsale de l'abdomen.
Ses huit filières sont situées à l'avant sous l'abdomen.
Cette araignée vit dans une galerie souterraine tapissée de soie, obturée par une trappe également en soie. Une série de 6 à 8 fils d'avertissement rayonnent à partir des bords de la galerie et constitue des "lignes de pêche". L'araignée positionne ses pattes sur les "fils de pêche" et, quand un insecte passe sur l'un d'eux et produit une vibration, elle jaillit hors de son terrier, saisit sa proie et l'entraîne dans la galerie pour le dévorer.

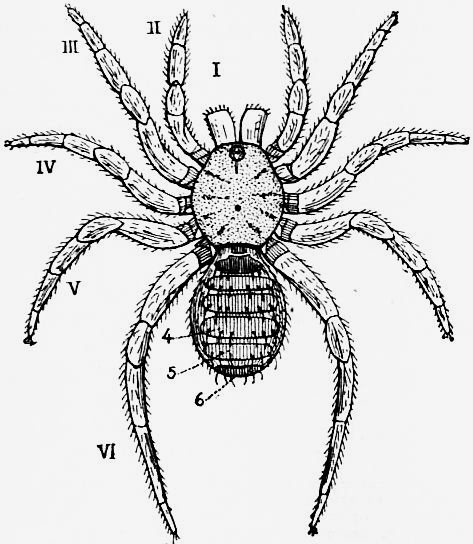
Liphistius desultor

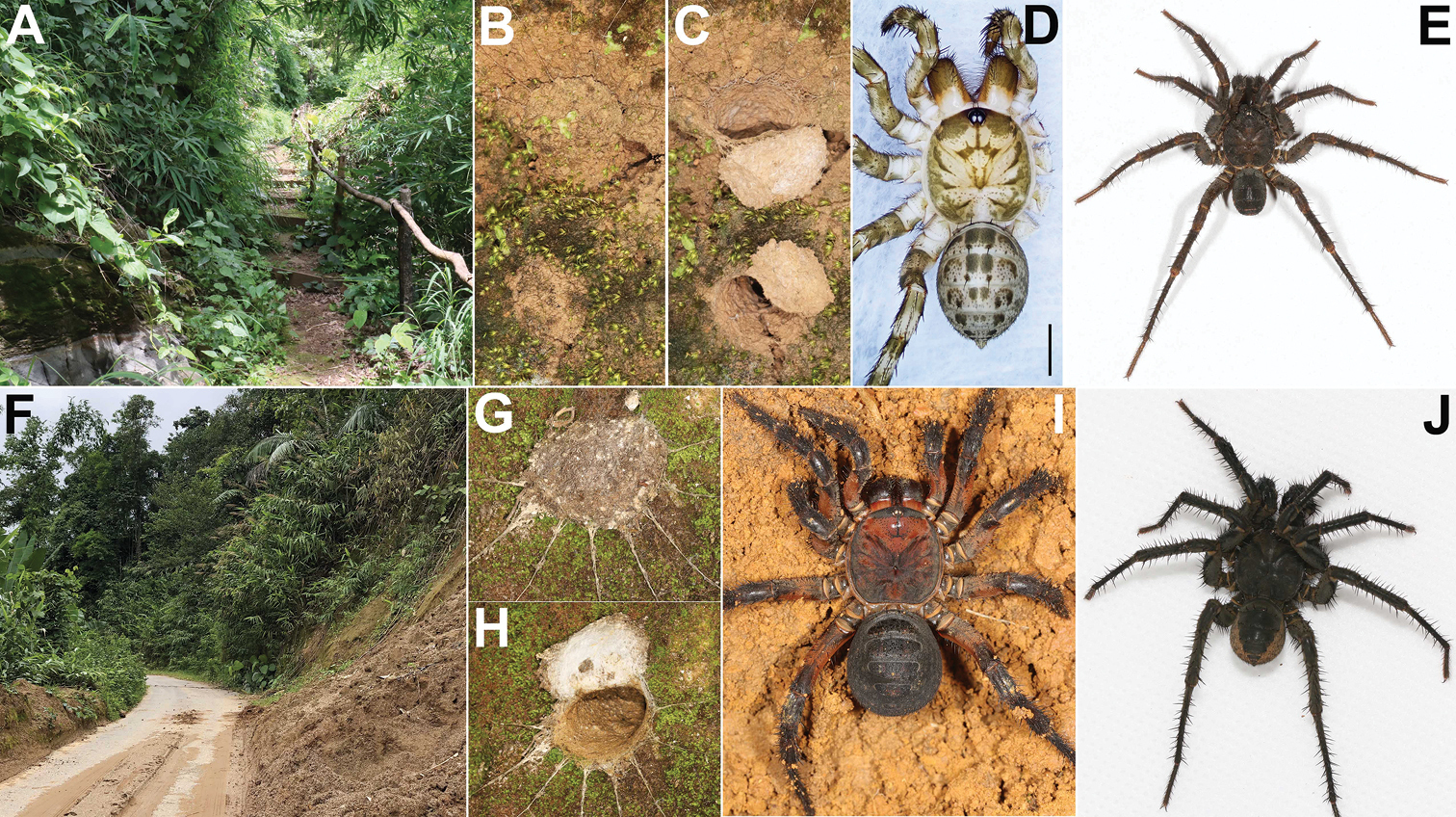
A–E : Liphistius pyinoolwin & F-J : Liphistius birmanicus

## Liste des espèces
Selon World Spider Catalog (version 25.5, 21/08/2024) :
- Liphistius albipes Schwendinger, 1995
- Liphistius batuensis Abraham, 1923
- Liphistius bicoloripes Ono, 1988
- Liphistius birmanicus Thorell, 1897
- Liphistius bristowei Platnick & Sedgwick, 1984
- Liphistius buran Schwendinger, 2019
- Liphistius buyphradi Sivayyapram & Warrit, 2024
- Liphistius castaneus Schwendinger, 1995
- Liphistius champakpheaw Sivayyapram & Warrit, 2024
- Liphistius chang Tanikawa & Petcharad, 2023
- Liphistius choosaki Sivayyapram& Warrit, 2024
- Liphistius cupreus Schwendinger & Huber, 2022
- Liphistius dangrek Schwendinger, 1996
- Liphistius dawei Sivayyapram & Warrit, 2024
- Liphistius desultor Schiødte, 1849
- Liphistius endau Sedgwick & Platnick, 1987
- Liphistius erawan Schwendinger, 1996
- Liphistius ferox Schwendinger & Huber, 2022
- Liphistius fuscus Schwendinger, 1995
- Liphistius gracilis Schwendinger, 2017
- Liphistius hatyai Zhan & Xu, 2022
- Liphistius hintung Sivayyapram & Warrit, 2024
- Liphistius hpruso Aung, Xu, Lwin, Sang, Yu, H. Liu, F. X. Liu & Li, 2019
- Liphistius indra Schwendinger, 2017
- Liphistius inthanon Zhan & Xu, 2022
- Liphistius isan Schwendinger, 1998
- Liphistius jarujini Ono, 1988
- Liphistius johore Platnick & Sedgwick, 1984
- Liphistius kaengkhoi Sivayyapram & Warrit, 2024
- Liphistius kalaw Zhan & Xu, 2024
- Liphistius kanpetlet Zhan & Xu, 2024
- Liphistius kanthan Platnick, 1997
- Liphistius keeratikiati Zhan & Xu, 2022
- Liphistius lahu Schwendinger, 1998
- Liphistius langkawi Platnick & Sedgwick, 1984
- Liphistius lannaianus Schwendinger, 1990
- Liphistius lansak Sivayyapram & Warrit, 2024
- Liphistius laoticus Schwendinger, 2013
- Liphistius laruticus Schwendinger, 1997
- Liphistius linang Schwendinger, 2017
- Liphistius liz Lin & Li, 2023
- Liphistius lordae Platnick & Sedgwick, 1984
- Liphistius maewongensis Sivayyapram, Smith, Weingdow & Warrit, 2017
- Liphistius malayanus Abraham, 1923
- Liphistius marginatus Schwendinger, 1990
- Liphistius metopiae Schwendinger, 2022
- Liphistius murphyorum Platnick & Sedgwick, 1984
- Liphistius nabang Yu, F. Zhang & J. X. Zhang, 2021
- Liphistius nawngau Zhan & Xu, 2024
- Liphistius negara Schwendinger, 2017
- Liphistius nesioticus Schwendinger, 1996
- Liphistius niphanae Ono, 1988
- Liphistius ochraceus Ono & Schwendinger, 1990
- Liphistius onoi Schwendinger, 1996
- Liphistius ornatus Ono & Schwendinger, 1990
- Liphistius owadai Ono & Schwendinger, 1990
- Liphistius panching Platnick & Sedgwick, 1984
- Liphistius phileion Schwendinger, 1998
- Liphistius phuketensis Schwendinger, 1998
- Liphistius pilok Tanikawa & Petcharad, 2023
- Liphistius pinlaung Aung, Xu, Lwin, Sang, Yu, H. Liu, F. X. Liu & Li, 2019
- Liphistius platnicki Schwendinger & Huber, 2022
- Liphistius priceae Schwendinger, 2017
- Liphistius pusohm Schwendinger, 1996
- Liphistius pyinoolwin Xu, Yu, Aung, Yu, Liu, Lwin, Sang & Li, 2021
- Liphistius rostratus Zhan & Xu, 2024
- Liphistius sayam Schwendinger, 1998
- Liphistius schwendingeri Ono, 1988
- Liphistius sumatranus Thorell, 1890
- Liphistius suwat Schwendinger, 1996
- Liphistius tanakai Ono & Aung, 2020
- Liphistius tempurung Platnick, 1997
- Liphistius tenuis Schwendinger, 1996
- Liphistius thaleri Schwendinger, 2009
- Liphistius tham Sedgwick & Schwendinger, 1990
- Liphistius thoranie Schwendinger, 1996
- Liphistius tioman Platnick & Sedgwick, 1984
- Liphistius trang Platnick & Sedgwick, 1984
- Liphistius tung Schwendinger, 2022
- Liphistius yamasakii Ono, 1988
- Liphistius yangae Platnick & Sedgwick, 1984

## Systématique et taxinomie
Ce genre a été décrit par Schiödte en 1849.
Anadiastothele a été placé en synonymie par Bristowe en 1933.

## Publication originale
- Schiödte, 1849 : « Om en afvigende slaegt af spindlernes orden. » Naturhistorisk Tidsskrift, vol. 2, p. 617-624.